# Camptomyia maritima
Camptomyia maritima är en tvåvingeart som beskrevs av Boris Mamaev 1972. Camptomyia maritima ingår i släktet Camptomyia och familjen gallmyggor. Inga underarter finns listade i Catalogue of Life.